# Ivan Davidov
Ivan Davidov   (Sofia, 5 d'octubre de 1943 - Sofia, 19 de febrer de 2015) fou un futbolista búlgar de la dècada de 1960.
Fou 11 cops internacional amb la selecció búlgara amb la qual participà a la Copa del Món de Futbol de 1966.
Pel que fa a clubs, defensà els colors de PFC Slavia Sofia.